# Mahatsinia
Mahatsinia là một chi bọ cánh cứng trong họ Chrysomelidae.
Chi này được miêu tả khoa học năm 1919 bởi Spaeth.

## Các loài
Chi này gồm các loài:
- Mahatsinia nodulosa (Weise, 1910)